# 카랄

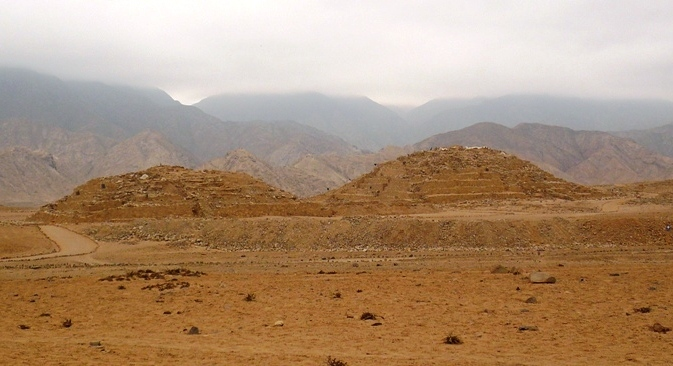
카랄 유적

카랄(Caral) 또는 신성한 도시 카랄수페(Caral-Supe)는 페루의 고고학 유적지로, 카랄 문명의 주요 도시 유적이 발견된다. 이곳은 페루의 수페(Supe) 계곡에 위치하며 현재의 카랄 마을 근처에 있으며 리마에서 북쪽으로 182km, 해안에서 23km, 해발 350m 떨어져 있다. 이 도시는 5,000년의 고대 역사를 가지고 있으며 아메리카 대륙에서 가장 오래된 도시이자 세계에서 가장 오래된 도시 중 하나로 간주된다. 카랄만큼 아메리카 대륙에서 이처럼 다양한 기념비적 건물이나 다양한 의식 및 행정 기능을 갖춘 다른 유적지는 발견되지 않았다. 유네스코에 의해 인류문화유산으로 지정되었다.
카랄 문화는 기원전 3000년에서 1800년 사이(후기 고대 및 후기 형성기)에 발전했다. 미국에서는 최초의 메소아메리카 복합사회인 올멕 문명보다 1,500년 앞서 발달한 히스패닉 이전 문명 중 가장 오래된 문명이다.
카랄 시와 밀접한 관련이 있는 것은 수페 강 어귀 근처 해안에 위치한 초기 어업 도시인 아스페로(또는 엘 아스페로)였다. 그곳에서 인간 희생의 유해(어린이 2명과 신생아 1명)가 발견되었다. 2016년에는 4,500년 전 지역 엘리트에 속했던 것으로 추정되는 여성의 유해가 발견됐다.

## 같이 보기
- 시칸 문화